# Фальшиві дзеркала
«Фальши́ві дзеркала́» (рос. Фальшивые зеркала) — фантастичний роман Сергія Лук'яненка, друга частина трилогії «Лабіринт віддзеркалень» (рос. Лабиринт отражений). 
Книга отримала II місце на фестивалі «Зоряний міст» (1999) у номінації «За найкращий цикл, серіал і роман із продовженням».

## Сюжет
Колишній дайвер Леонід дізнається про смерть свого друга, дайвера Ромки. За чутками, його вбили із глибини, але він помер у реальності, що є доказом існування зброї третього покоління. Хакер Маніяк, радить Леоніду звернутися до Чингіза, свого друга. У Чингіза Леонід знайомиться з Падлою та Патом. Виявляється, що Падла брав Ромку з собою на злам корпорації «Нові Горизонти», який замовив їм Темний Дайвер — єдиний із дайверів, що зберіг свої колишні здібності.
Леонід з'ясовує, що Ромці вдалося відправити викрадені файли у Храм Дайвера-в-глибині. Біда в тому, що єдиний уцілілий вхід у цей храм знаходиться на останньому, сотому етапі ігрового порталу «Лабіринт Смерті».  І тепер, якщо Леонід хоче отримати листа Ромки, йому доведеться за два дні пройти всі сто етапів Лабіринту. Звісно, у гру включаються і старі друзі (дайвер Крейзі, Маніяк, Зуко), і нові. А ще за ці два дні вирішиться питання, чи насправді Леонід і Віка кохають одне одного.

## Цікаві факти
За сформованою своєрідною літературною традицією, в романі присутня загибель Юрія Семецького. Цього разу Семецький гине в глибині. Виходячи із «Лабіринту», після не надто чесного 18-ти годинного марш-кидка, Леонід очікує зустріти натовп, що жадає крові, але бачить лише невелику групу гравців, що ним не цікавляться, і з уривку їх розмови дізнається, що Семецького вбили три рази, але він однаково ожив і наздогнав своїх.
Відсилання на деякі дії, що відбуваються у романі, на деяких його героїв, і в цілому подібна ситуація з віртуальною реальністю є в романі Володимира Васильєва «Гарячий старт» (рос. Горячий старт).
У романі описаний храм дайвера в глибині, який розподілений по всій Мережі: «Створюючі Храм програми вільно блукають по мережі, їх фрагменти дублюються, рекомбінуються, самостійно організуються для праці. Щоби Храм зник, треба знищити всі машини в мережі. Точніше, більше дев'яносто трьох відсотків, на теперішній момент». Цей принцип дії зараз використовується у всіх сучасних файлообмінних мережах, таких як Torrent. Що цікаво, перша подібна мережа, Napster, була випущена в один рік із виданням роману.

## Головні герої
- Леонід («Стрілець») — колишній дайвер. Живе у Москві.
- Віка («Мадам», «Ніке») — колишній дайвер, психолог, дружина Леоніда.
- Ілля — працівник компанії HLD.
- Ромка — колишній дайвер, хакер-початківець.
- Чингіз — «новий росіянин», хакер, займається торгівлею піратськими дисками. Старий друг Сергія Кузнєцова, як, втім, й Антона та Олександра. Після застосування одного із вірусів третього покоління на Патові стає дайвером і реанімує хлопця.
- Антон («Падла») — хакер, проживає у Чингіза.
- Саша («Пат») — підліток, хакер-початківець. Проживає у Чингіза, але не є його родичем.
- Олександр Літов («Маніяк») — хакер, програміст, спеціаліст із комп'ютерних вірусів. Реальний прототип — Олександр «Маніяк» Зимін.
- Серьога Кузнецов («Маг», «Комп'ютерний Маг», «Зуко») — спеціаліст з кібер-захисту. Колишній співробітник закладу «Всілякі забави», що належав Віці. Реальний прототип — Сергій «Computer Mage» Кузнєцов. Багато випадків пов'язаних із «Зуко» взяті із життя прототипу.
- Річард Паркер («Крейзі Тоссер») — колишній дайвер, начальник служби внутрішньої безпеки корпорації «Лабіринт Смерті», друг Леоніда. Проживає в Канаді.
- Дмитро Дібенко («Людина Без Обличчя») — винахідник програми «Deep». Керує урядовими розробками вірусної зброї третього покоління, що впливає безпосередньо на організм людини (принцип дії такий же як у deep.exe, ефект різних варіацій може варіюватися від засинання чи розладу шлунка до смерті від паралічу серцевого м'язу, тетанічного спазму тощо).
- «Темний Дайвер» — єдиний дайвер, що зберіг свої здібності. Під кінець з'ясовується, що він є віртуальним двійником Леоніда, отриманим від Невдахи Штучним Інтелектом у кінці сюжету першої книги. Ш. І., починає усвідомлювати себе через відмову Леоніда від Глибини, «оживає» і стає «Темним Дайвером».